# フィットネスアプリ
フィットネスアプリ（別名: 健康管理アプリ、英: fitness app）は、筋力トレーニングや摂取カロリー管理を促し健康の増進を図るモバイルアプリの総称である。
「ヘルスケア・フィットネスあぷり」と呼ばれるか、「健康&フィットネス」の項目に属するか、所属するカテゴリーがアプリストアによって異なる場合がある。「ヘルスアプリ」は一般にAppleがiOSデバイス向けに提供しているアプリを指す。
フィットネスアプリの例として、Nike Training Club、Couch to 5K、Cardiio、MyFitnessPalなどが挙げられる。

## 背景
フィットネスアプリはフィットネスブームと共に出現し、ウェアラブルデバイス・テクノロギーの進歩発展と自己定量化ムーブメントの出現に支えられてきた。

### 技術革新
日本ではスマートフォンを始めとするモバイル端末が2013年の時点で97%の人々に行き渡っており、インターネットの普及率も80%を優に超えている。このため、携帯電話を利用して健康管理をより身近かつ手軽したいという人々が増えて来た。
それに加え、フィットネスアプリの開発ブームに応じて、各IT企業がヘルスケアアプリ専用のプラットフォームを作り出す。ここではいくつかヘルスケアアプリプラットフォームを列挙する。
- Apple: ヘルスケア
- Google: Google Fit
- サムスン電子: S.A.M.I
- マイクロソフト: Microsoft HealthVault

これらのプラットフォームを利用すると、各種フィットネス関連データの蓄積・管理・分析が容易になり、簡単に多種多様なフィットネスアプリが開発できるようになってきた。

### 生活様式と健康意識
経済成長を遂げる中、都市生活に伴う生活習慣病、平均寿命伸長に伴う高齢化社会の到来への懸念が増強し、現代人の健康意識が向上する。
ソーシャルメディアの発達の影響もあり、写真を共有する際健康的で引き締まった体型をアピールしたい若者が多くなってきた。

### 自己定量化ムーブメント
自己定量化とは、各種センサー機器で日々の思考、経験、成果といった生活のあらゆる側面をデータ化する事である。
自己定量化、つまり自己の健康状態や行動を定量化する動きは2000年以来本格化し、フィットネスのアプリケーションや活動をモニタリングするデバイスを用いた健康づくりへの動きが一般人まで広がる。例えばiPhoneでは、「近接センサー」、「加速度センサー」、「ジャイロスコープ」など、端末周囲の状況が把握できるセンサーが搭載されている。加速度センサーは、どれだけのスピードでどの方向にどれだけ端末を動かしたかを判定できるので、加速度センサーを利用するアプリは、歩数や持ち主の睡眠状態を把握することが可能になる。

## 歴史
- 2005年、栄養管理アプリMyFitnessPalが発表。
- 2008年、減量サポートアプリLose it!がリリース、2011年でAndroid対応版をリリースした。
- 2008年に設立されたFitnessKeeper社は、スマートフォン端末のGPSにより、ランニングをはじめ、ウォーキング、サイクリングなどの運動を追跡・記録するフィットネス・トラッキング・アプリRunKeeper（英語版）が発表。
- 2009年アプリ開発会社Runtastic（英語版）が創業され、フィットネス系で20ものアプリをリリースし、総1.4億ダウンロードの実績があるという。

徐々に、フィットネスアプリの実用性がユーザーに認められ、スポーツメーカーの間でも重要な要素となっている。
- 2010年9月、NikeがNike+（英語版） Running AppをApp Storeで発表。
- 2013年、NikeはNike+のユーザー数が1,800,000を突破したと発表。
- 2015年の2月には、アンダーアーマーが、MyFitnessPalを買収した。
- 2016年、アシックスが2,400,000以上のユーザーを保有するRunkeeperを買収した。

モバイルヘルスアプリ市場は，2010年は2.3億ドルで、2015年には3.92億ドルと1.7倍になると予想され、成長を続ける。2014年、ヘルスケアアプリの使用率が62％の上昇を示した。
その他、Bluetooth技術の発展でフィットネスアプリの利便性が向上した。昔体重などの入力項目でデータが手で入力されないといけないのに対し、Bluetooth対応の体重計に乗るだけで指標がアプリに自動で記録される。
「世界のモバイルヘルスケアデバイス市場に関する市場調査レポート2010-2015」によると、2015年まで五億人のモバイルユーザーが一つ以上のフィットネスアプリを使用すると予測した。
近年、活動量を測る、心拍を測るなど、日常の活動から運動（特にランニングなどの持久系）までと、幅広い活用をターゲットにするもの以外、サッカー、水泳、ゴルフ、アメリカフットボールなど特定の競技、目的に特化した製品も発表された。

## 種類
フィットネスアプリに区分されるアプリには、体重や摂取カロリーを日記のように記していくものから、歩数計やGPSと連動してジョギングの経路・距離を自動的に記録していくもの、筋トレの仕方を示す情報アプリまで、さまざまな種類がある。スマートウォッチとの連携などによって脈拍数のような健康情報の取得が容易になりつつあり、さらに多様で高機能なフィットネスアプリが登場しつつある。機能の側面から分類すると、主に以下のタイプがある：
- 記録型（activity tracking apps）
- ダイエット・栄養学・生活スタイル促進型（diet and nutrition apps）
- 運動・トレーニング型（workout or exercise apps）

今では、あらゆる機能を一つのアプリに詰め込む「総合型」アプリが主流。
記録型
記録型アプリはよくウェアラブルデバイスと連携し、ユーザーの脈拍数、運動時間や睡眠時間、歩数や身体活動、摂取カロリーを記録する。デバイスからワイアレスで携帯に搭載するアプリへデーターを送り、ユーザーは携帯で自分の記録結果を見ることができる。身長、食事などを記録する際、手動で入力するケースが多い。他には、お酒のタイプや杯数を入力して飲酒量を記録するアプリも記録型に属する。ユーザー別々のデータの管理にはユーザーアカウントが必要とする。アカウントをソーシャルメディアと連携し、フィットネスアプリでの記録とサービスをソーシャルメディアでシェアする機能がよく付随する。
ダイエット・栄養学・生活スタイル促進型
食事の管理をターゲットとする機能であり、食材の栄養成分の表示とバランスのよい食事のレシピに関する資源がよく含まれる。記録型の一種としてかんがえられるが、主に食事に専念し、データの収集以外にも料理のレシピをアドバイスとして提供する。
運動・トレーニング型
ユーザーの目標設定に応じて、エクササイズプランを作成し、提案してくるアプリである。一つの項目に専念するアプリ以外、ヨガから筋トレまで幅広い種類を扱うアプリも大勢いる。

## フィットネスアプリの仕組み
Duwaraka YoganathanとSangaralingam Kajananが、心理学の概念を用いて、フィットネスアプリの開発を行う際以下のところに注意すべきだと提唱する。
自己効力感（Self-efficacy）
フィットネスアプリにおける自己効力感とは、ユーザーが一定のパフォーマンスを達成するために必要な動作を遂行できるかとうかを自分で判断する認知能力である。
- 手間削減（Reduction in fitness apps）
トレーニングをするための余分な操作をできるだけ減少すること。例えば、ワンクリックでトレーニング方法の解説が自動的に進展すると操作が不要、器具を使用するより自重で行える訓練のほうが準備する手間がかからないなど。
- ガイド（Tunnelling in fitness apps）
トレーニング中ユーザーが全部のプランを完成させるために段階的に解説が必要とする。例えば、BODiBEAT GPS ラン&ウォークでは、1kmごとの時間・距離・ペースをアナウンスする音声ガイドが搭載されている。

結果予期（Outcome expectation）
フィットネスアプリはユーザーがフィットネス行為を実施した後の結果を予想させる必要がある。
- シミュレーション（Simulation in fitness apps）
トレーニングの中における実際の動きを動画や3Dモデル、あるいはバーチャルリアリティ技術で再現することで、ユーザーへエクササイズを模倣する機会を与える。
- 奨励システム（Conditioning in fitness apps）
フィットネスアプリの仕組みはフィットネス行為を持続させる奨励システムを採用する。Fitbitのバッジがその例の一つで、マイルストーンや目標を達成したときに、バッジが送られ、それを共有しよりがんばろうというモチベーションを保つために役立つ。
- 提示機能（Suggestion in fitness apps）
フィットネスアプリは適切な時点でユーザーへ相応しい情報を提示する。情報にはユーザーの既成データや、ユーザー自身が設定した目標、スポーツに関するヒント、アドバイスなどが挙げられる。

目標管理（Self-regulation/goals-setting）
- 自己データ管理（Self-Monitoring in fitness apps）
消費カロリーなどのデータを記録することで、ユーザーが自分の身体状況、フィットネス行為の成果を把握でき、改善する余地を見つけ出す。
- 個性化（Tailoring in fitness apps）
ユーザーの目標設定に適する運動プランが比較的に高いレベルのパフォーマンスに繋がる。ユーザーが自分をターゲットとするプランにもっと関心を持つのである。

ソーシャル機能（Social facilitators）
コミュニティの構築に専念し、ソーシャル機能を中心とするフィットネスアプリはソーシャルエクササイズアプリとも呼ばれる。
- 規範的影響（Normative influence in fitness apps）
人間が他人の目を気にして行動する傾向を利用し、ソーシャル機能を搭載することで、ユーザーを友達や家族とフィットネス行為の競争へ導き、ユーザー間の刺激を維持する。ソーシャル機能で他のユーザーの成功する経験談や成果が共有され、それでモチベーションをあげることが可能である。
- 社会比較（Social Comparison in fitness apps）
運動中の距離や時間などのデータのソーシャルグループにおけるランキングがユーザーに比較する意識を誘発し、フィットネス行為のモチベーションを増強する。
- 社会的承認への欲求（Social Recognition in fitness apps）
Facebookの「いいね」のように他人からの意識がユーザーに良い刺激になり、より良いパフォーマンスに繋がる。そのため、フィットネスアプリは知り合いとの共有機能を設けるものが多い。

## 反対の声
フィットネスアプリは巨大な市場を擁する一方、アプリの運動改善効果について疑念を抱く人が少なくない。IMS Institute for Healthcare Informaticsの2013年の調査によると、カロリー記録アプリの有効性が未だに証明されていないという。
「健康アプリの中には、医療の知識をもたない患者の強迫観念を煽り、不安を増す可能性があるものがある」などの声もある。他に、ユーザーのデータに基づく運動メニューの設定はプライバシー侵害のリスクが高くなる議論が絶えない。